# Jean-Georges Noverre
Jean Georges Noverre (n. 29 aprilie 1727 – d. 19 octombrie 1810) a fost un dansator și maestru de balet francez. A adus o nouă concepție în arta baletului, l-a reformat și a pus bazele coregrafiei moderne. Ziua lui de naștere a devenit Ziua internațională a dansului.

## Biografie
Noverre s-a născut la Paris, la 29 aprilie 1727, într-o familie de protestanți. Tatăl său era originar din Lausanne și, după prăbușirea lui Carol XII, în armata căruia servise ca adjutant, se stabilise în capitala Franței, probabil ca angajat în garda de elvețieni a palatului. Mama sa era franțuzoaică, originară din Picardia.
Noverre fusese destinat de către părinții săi carierei militare, dar el a dorit să devină dansator. Profesor de coregrafie i-a fost Louis Dupre, dansator talentat și un reputat creator de balete; ca elev și ulterior ca profesionist, o vizita deseori pe Marie Salle, cu care avea îndelungi discuții asupra problemelor dansului. Dupre i-a înlesnit în primăvara anului 1743 angajarea la Opera comică, deschisă de Jean Monnet, cu ocazia bâlciului anual de la St.Laurent.
În toamna aceluiași an, Noverre a dansat un menuet împreună cu colega sa Puvigne de Fontainebleau în fața lui Ludovic al XV-lea.
Probabil spre finele anului 1743 sau la începutul anului următor a plecat la Berlin, în trupa lui F.M.Lany, dansator și coregraf strălucit, care fusese chemat de Frederic cel Mare să organizeze spectacolele de balete ale curții. În capitala Prusiei a cunoscut-o pe Barbara Campanini (La Barberina), dansatoare deosebit de apreciată, care, după ce a studiat în Italia, fusese și eleva lui John Rich la Londra și practica, de asemenea, pantomima.
Noverre dansează apoi la Dresda și Strasbourg. În 1750 lucrează ca maestru de balet la Lyon și Marsilia, iar în 1754 e angajat la Opera comică din Paris. În acești ani, s-a manifestat ca un apreciat autor de balete, primul dintr-o lungă serie fiind Sărbători chinezești. În 1755, Noverre a plecat la Londra chemat de celebrul actor englez, David Garrick, ca să prezinte baletul Sărbători chinezești la Teatrul Drury Lane. Întors în Franța cu supranumele de Shakespeare al dansului, pe care i-l dăduse Garrick, Noverre reprezintă în 1757, la Lyon, baletele Capriciile Galateii, Toaleta lui Venus, Sărbătorile și Geloziile din serai.
La întrebarea ce este baletul? pe care și-o puneau mulți teoreticieni, Noverre căutase un răspuns în doctrina lui Aristotel și afirma că baletul, de orice tip ar fi, trebuie, ca și poezia, să aibă două părți: una calitativă iar cealaltă cantitativă. Baletul este însă și un tablou sau o suită de tablouri reunite printr-un subiect; scena este pânza pe care autorul își așterne ideile; muzica, decorurile și costumele alcătuiesc culorile; coregraful baletului este pictorul acestui tablou. Când este bine compus, baletul este o pictură vie a moravurilor, obiceiurilor, costumelor și pasiunilor, în care există un grad de tensiune pe care cuvintele nu-l ating sau, mai degrabă, pentru care nu există cuvinte. Atunci intervine dansul în acțiune.

## Opere principale

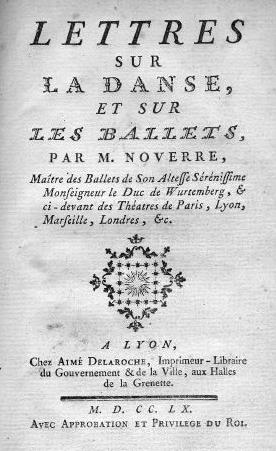
Lettres sur la danse et les ballets, Lyon 1760

- Les Fêtes chinoises (Paris 1754) (mus. Jean-Philippe Rameau)
- La Fontaine de jouvence (Paris 1754)
- La Toilette de Vénus (Lyon 1757) (mus. François Granier)
- L'Impromptu du sentiment (Lyon 1758)
- La Mort d'Ajax (Lyon 1758) (mus. François Granier)
- Alceste (Stuttgart 1761 - Viena 1767) (mus. Christoph Willibald Gluck)
- La Mort d'Hercule (Stuttgart 1762)
- Psyché et l'Amour (Stuttgart 1762) (mus. Jean-Joseph Rodolphe)
- Jason et Médée (Stuttgart 1763 - Viena 1767 - Paris 1776 e 1780 - Londra 1781) (mus. Jean-Joseph Rodolphe)
- Hypermnestre (Stuttgart 1764)
- Diane et Endymion (Viena 1770)
- Le Judgement de Pâris (Viena 1771)
- Roger et Bradamante (Viena 1771)
- Agamemnon vengé (Viena 1772)
- Iphigénie en Tauride (Viena 1772) (mus. Christoph Willibald Gluck)
- Thésée (Viena 1772)
- Acis et Galathée (Viena 1773)
- Adèle de Ponthieu (Viena 1773 - Londra 1782)
- Alexandre et Campaspe de Larisse (Viena 1773)
- Les Horaces et les Curiaces (Viena 1774 - Paris 1777)
- Renaud et Armide (Milano 1775 - Londra 1782)
- Apelle et Campaspe (Paris 1776 - Lyon 1787)
- Les Caprices de Galatée (Paris 1776 - Londra 1789)
- Annette et Lubin (Paris 1778)
- Les Petits Riens (Paris 1778) (mus. Wolfgang Amadeus Mozart e al.)
- Les Amours d'Énée et de Didon (Lyon 1781)
- La Fête du Sérail (Paris 1788)
- L'Amour et Psyché (Londra 1788) (mus. Jean-Joseph Rodolphe)
- La Fête de Tempé (Londra 1788)
- Admète (Londra 1789)
- La Bergère des Alpes (Londra 1794)
- La Vittoria (Londra 1794)
- Windsor Castle (Londra 1795)